# Zoòspora
Una zoòspora és una espora mòtil asexual que fa servir un flagel per a desplaçar-se. Aquestes espores les formen algunes algues, bacteris i fongs per a propagar-se.

## Flagels
Hi ha dos tipus de zoòspores flagelades, "decorades", i en forma de fuet (arma).
- Els flagels decorats tenen filaments laterals perpendiculara a l'eix principal, que permet més superfície, i disturbació del medi, donant-li la propietat d'un timó per a maniobrar.

- Els flagels de fuet és recte, dona potència a la zoòspora a través el seu medi. També hi ha zoòspores en mancança que només pot impulsar-se amb els flagels 'fuet'.

- Els dos tipus de flagles anteriors vibren formant una ona de tipus sinusoidal però quan hi són presents tots dos tipus el decorat vibra en direcció oposada al de fuet, donant així dos eixos de control de la motilitat.

- Hi pot haver moltes combinacions de les posicions dels flagels com el decorat en posició posterior, el de fuet en posició anterior, etc.

Els Oomycetes i les algues heterokonta algae produeixen distintes zoòspores biflagelades:
El fílum Chytridiomycota (fongs), Oomycota (regne Chromista), i Hyphochytridiomycota sense (Chromista), produeixen zoòspores amb flagels amb el mateix ordre dels descrits abans (per exemple Hyphochytridiomycota produeix fuets anteriors i res més).

## Zoosporangi
Un zoosporangi és l'estructura sexual en la qual les zoòspores es desenvolupen com a plantes, fongs o protists (com els oomycota)